# Filip I Belgijski
Filip I (fr. Philippe Léopold Louis Marie, nid. Filip Leopold Lodewijk Maria; ur. 15 kwietnia 1960 w Brukseli) – król Belgów od 21 lipca 2013. Jest najstarszym dzieckiem króla Belgów, Alberta II Koburga, oraz jego żony, królowej Paoli.
W 1999 roku ożenił się z Matyldą d’Udekem d’Acoz. Ma z nią czworo dzieci – księżniczkę Elżbietę (ur. 2001), księcia Gabriela (ur. 2003), księcia Emmanuela (ur. 2005) i księżniczkę Eleonorę (ur. 2008).

## Życiorys
Urodził się 15 kwietnia 1960 roku w Brukseli jako pierworodne dziecko ówczesnego następcy belgijskiego tronu, księcia Liège, Alberta, oraz jego żony, księżnej Paoli. W Belgii panował wówczas stryj chłopca, król Baldwin I. Władca, wraz z żoną, przez długie lata nie mogli doczekać się narodzin dziecka, dlatego panowało powszechne przekonanie, że to mały książę w przyszłości zasiądzie na belgijskim tronie. Otrzymał imiona Filip Leopold Ludwik Maria (fr. Philippe Léopold Louis Marie, nid. Filip Leopold Lodewijk Maria).
Został ochrzczony w wierze katolickiej miesiąc po narodzinach, 17 maja 1960 roku, w kościele św. Jakuba na Coudenbergu w Brukseli. Jego chrzestnymi zostali: jego dziadek ze strony ojca, były król Belgów, król Leopold III, oraz jego babka ze strony matki – księżna Luisa Ruffo di Calabria.
Studiował w Belgijskiej Królewskiej Szkole Wojskowej. W latach 1978–1981 kontynuował naukę w Oksfordzie na Trinity College, a następnie na Uniwersytecie Stanforda w Kalifornii. W 1985 otrzymał tytuł magistra nauk politycznych.
Przez kilka lat, jeszcze za życia poprzedniego, króla Baldwina I, Filip uważany był za następcę tronu. Baldwin i jego żona nie mogli mieć dzieci i dlatego traktowali Filipa jak swoje dziecko. Baldwin zmarł jednak w 1993 i tron odziedziczył ojciec Filipa.
3 lipca 2013 król Albert II ogłosił zamiar zrzeczenia się tronu. Akt abdykacyjny został podpisany 21 lipca 2013. Następnie tego samego dnia Filip złożył uroczystą przysięgę przed parlamentem i został nowym królem Belgów.
Żona Filipa, Matylda, została pierwszą królową, która urodziła się w Belgii. Dzięki zniesieniu prawa salickiego przez Parlament, w kolejności do tronu następna jest ich córka – Elżbieta, a dwaj synowie po niej.

## Życie prywatne
Filip uważany był za kobieciarza. Prasa łączyła jego imię z wieloma arystokratkami, m.in. z arcyksiężniczką Izabelą z Austrii-Este, markizą Fiamettą Frescobaldi, Constancją d’Autriche czy księżniczką grecką, Aleksą. Przez pewien czas związany był z polską szlachcianką Anną Plater-Syberg.
4 grudnia 1999 roku ożenił się z hrabianką, Matyldą d’Udekem d’Acoz. Ceremonia cywilna miała miejsce w brukselskim ratuszu, natomiast ceremonia religijna – w katedrze św. Michała i św. Guduli.
Wraz z żoną ma czworo dzieci:
- Księżniczka Elżbieta (ur. 25 października 2001).
- Książę Gabriel (ur. 20 sierpnia 2003).
- Książę Emmanuel (ur. 4 października 2005).
- Księżniczka Eleonora (ur. 16 kwietnia 2008).

## Tytulatura
1960–1993 Jego Królewska Wysokość książę Filip, książę Belgii
1993–2013: Jego Królewska Wysokość książę Brabancji
Od 2013: Jego Królewska Mość król Belgów

## Odznaczenia
- Wielka Wstęga Orderu Leopolda (1990, Belgia)
- Krzyż Wielki Orderu Wyzwoliciela San Martina (1994, Argentyna)
- Krzyż Wielki Narodowego Orderu Kondora Andów (1996, Boliwia)
- Order Słonia (2002, Dania)[7]
- Krzyż Wielki Orderu Białej Róży (2004, Finlandia)
- Krzyż Wielki Orderu Honoru (2005, Grecja)
- Krzyż Wielki Orderu Izabeli Katolickiej (2000, Hiszpania)
- Kawaler Krzyża Wielkiego Orderu Oranje-Nassau (1993, Holandia)
- Order Chryzantemy (1994, Japonia)
- Order Domowy Nassauski Lwa Złotego (1999, Luksemburg)
- Stopień Specjalny Krzyża Wielkiego Orderu Zasługi RFN (1998, Niemcy Zachodnie)
- Krzyż Wielki Orderu Świętego Olafa (2003, Norwegia)
- Order Orła Białego (2015, Polska)[8]
- Krzyż Wielki Orderu Zasługi Rzeczypospolitej Polskiej (2004, Polska)[9]
- Krzyż Wielki Orderu Chrystusa (2005, Portugalia)
- Krzyż Wielki Orderu Avis (1997, Portugalia)
- Order Królewski Serafinów (2001, Szwecja)
- Krzyż Wielki Orderu Zasługi Republiki Węgierskiej (2008, Węgry)
- Krzyż Wielki Orderu Pro Merito Melitensi (1998, Zakon Maltański)
- Krzyż Wielki Orderu Świętego Grobu Bożego (1995, Watykan)

## Genealogia
| Prapradziadkowie                                      | Księżę Filip, hrabia Flandrii (1837–1905) ∞1867 Księżna Maria Luiza, hrabina Flandrii (1845–1912) | Karol Teodor, książę Bawarii (1839–1909) ∞1873 Księżniczka Maria Józefa Braganca (1857–1943) | Król Szwecji i Norwegii Oskar II (1829–1907) ∞1857 Królowa Szwecji i Norwegii Zofia (1836–1913)                        | Król Danii Fryderyk VIII (1843–1912) ∞1869 Królowa Danii Luiza (1851–1926)                                             | Fulco IV Antonio Ruffo di Calabria (1801–1848) ∞1835 Eleonora Galletti di San Cataldo (1810–1885)      | Theodore Mosselman du Chenoy (1804–1876) ∞1841 Isabelle Coghen (1822–1891)                             | Calisto Gazelli di Rossana (1803–1875) ∞1840 Francesca Cotti di Ceres (1821–1865)            | Enrico Vittore Felice Rignon (1829–1914) ∞1857 Luisa Perrone di San Martino (1838–1880)      |
| Pradziadkowie                                         | Król Belgów Albert I Belgijski (1875–1934) ∞1900 Królowa Belgów Elżbieta (1876–1965)              | Król Belgów Albert I Belgijski (1875–1934) ∞1900 Królowa Belgów Elżbieta (1876–1965)         | Książę Karol, książę Västergötlandu 1861–1951) ∞1897 Księżniczka Ingeborg Szwedzka, księżna Västergötlandu (1878–1958) | Książę Karol, książę Västergötlandu 1861–1951) ∞1897 Księżniczka Ingeborg Szwedzka, księżna Västergötlandu (1878–1958) | Fulco VII Beniamino Tristano Ruffo di Calabria (1848–1901) ∞1877 Laura Mosselman du Chenoy (1851–1925) | Fulco VII Beniamino Tristano Ruffo di Calabria (1848–1901) ∞1877 Laura Mosselman du Chenoy (1851–1925) | Augusto Gazelli di Rossana e di Sebastiano (1855–1937) ∞1897 Maria Rignon (1858–1930)        | Augusto Gazelli di Rossana e di Sebastiano (1855–1937) ∞1897 Maria Rignon (1858–1930)        |
| Dziadkowie                                            | Król Belgów Leopold III Koburg (1901–1983) ∞1926 Królowa Belgów Astrid (1905–1935)                | Król Belgów Leopold III Koburg (1901–1983) ∞1926 Królowa Belgów Astrid (1905–1935)           | Król Belgów Leopold III Koburg (1901–1983) ∞1926 Królowa Belgów Astrid (1905–1935)                                     | Król Belgów Leopold III Koburg (1901–1983) ∞1926 Królowa Belgów Astrid (1905–1935)                                     | książę Fulco Ruffo di Calabria (1884–1946) ∞1919 księżna Luisa Ruffo di Calabria (1896–1989)           | książę Fulco Ruffo di Calabria (1884–1946) ∞1919 księżna Luisa Ruffo di Calabria (1896–1989)           | książę Fulco Ruffo di Calabria (1884–1946) ∞1919 księżna Luisa Ruffo di Calabria (1896–1989) | książę Fulco Ruffo di Calabria (1884–1946) ∞1919 księżna Luisa Ruffo di Calabria (1896–1989) |
| Rodzice                                               | Król Belgów Albert II Belgijski (1934) ∞1959 Królowa Belgów Paola (1937)                          | Król Belgów Albert II Belgijski (1934) ∞1959 Królowa Belgów Paola (1937)                     | Król Belgów Albert II Belgijski (1934) ∞1959 Królowa Belgów Paola (1937)                                               | Król Belgów Albert II Belgijski (1934) ∞1959 Królowa Belgów Paola (1937)                                               | Król Belgów Albert II Belgijski (1934) ∞1959 Królowa Belgów Paola (1937)                               | Król Belgów Albert II Belgijski (1934) ∞1959 Królowa Belgów Paola (1937)                               | Król Belgów Albert II Belgijski (1934) ∞1959 Królowa Belgów Paola (1937)                     | Król Belgów Albert II Belgijski (1934) ∞1959 Królowa Belgów Paola (1937)                     |
| Filip I Belgijski (ur. 15 kwietnia 1960), Król Belgów |                                                                                                   |                                                                                              | | | | |                                                                                              |                                                                                              |